# Mozambique-øen
 For alternative betydninger, se Mozambique (flertydig). (Se også artikler, som begynder med Mozambique)
Mozambique-øen (portugisisk: Ilha de Moçambique) er en lille ø beliggende ud for den nordøstlige kyst af og hørende under landet Mozambique. Der bor 14.000 mennesker på øen, der tilhører Nampula-provinsen, og øen er nu på UNESCOs verdensarvsliste som den eneste i Mozambique. Byen på øen hedder ligeledes Mozambique.

## Historie
Det første i historien, man kender til Mozambique-øen, er som arabisk havn og skibsbygningscenter. Øens navn stammer fra den arabiske opdagelsesrejsende, Musa Al Big, der først kom til øen og senere slog sig ned der. Navnet blev siden overført til den store ø og dermed det nuværende land. I 1498 besøgte Vasco da Gama øen og snart efter etablerede portugiserne en havn og en flådestation her (1507), og Nossa Senhora de Baluarte-kapellet blev opført i 1522. Denne bygning regnes nu som det ældste, fortsat eksisterende, europæiske bygningsværk på den sydlige halvkugle.
Senere i det 16. århundrede opførte portugiserne også et fort på øen, og byen i tilknytning hertil blev hovedstad i Portugisisk Østafrika. Øen blev også centrum for kristen mission og fungerede som et vigtigt støttepunkt i portugisernes rejser til Indien. Desuden var der en livlig handel med slaver, krydderier og guld fra øen.
Med indvielsen af Suezkanalen i 1898 mindskedes øens betydning, og koloniens hovedstad blev flyttet til Lourenço Marques længere mod syd på fastlandet, og udvidelsen af havnen i Nacala lidt mod nord medførte yderligere nedgang i handelsaktiviteter mm. på øen.
15°02′12″S 40°43′58″Ø / 15.0367°S 40.7328°Ø